# Teratocoris paludum
Teratocoris paludum is een wants uit de familie van de blindwantsen (Miridae). De soort werd het eerst wetenschappelijk beschreven door John Reinhold Sahlberg in 1870.

## Uiterlijk
De groene blindwants is bijna langvleugelig (submacropteer) of macropteer (langvleugelig) en kan 4,5 tot 6 mm lang worden. Het halsschild is van de zijkant en bovenkant ingesnoerd en het achterste gedeelte heeft kleine onduidelijke putjes en is gerimpeld. Tussen de ogen bevindt zich een onduidelijke dwarse groef. De pootjes zijn groen met uitzondering van de rode tarsi en schenen. Van de lange antennes is het tweede segment rood en eerste segment gedeeltelijk. De laatste twee segmenten zijn donkerbruin.

## Leefwijze
De wants overwintert als eitje en er is een enkele jaarlijkse generatie. De soort is van mei tot oktober volwassen. De wantsen leven in moerasgebieden op russen (Juncaceae) en cypergrassen (Cyperaceae) zoals snavelzegge (Carex rostrata) waar ze sappen zuigen en zich voeden met kleine rupsen, bladluizen en cicadenlarven.

## Leefgebied
De soort is zeer zeldzaam in Nederland. Het verspreidingsgebied is Holarctisch, van Europa tot centraal-Azië, Siberië, Mongolië en Noord-Amerika.